# Гайденко Піама Павлівна
Піа́ма Па́влівна Гайде́нко (31 січня 1934 — 2 липня 2021) — російська філософ. Фахівчиня з історії філософії, науки та культури. Доктор філософських наук (1982). Член-кореспондент Російської академії наук (2000). Дружина соціолога Юрія Давидова.

## Біографія
Народилася 31 січня 1934 року в селі Миколаївка (нині Донецької області) в сім'ї сільських вчителів. Наприкінці війни, після загибелі батька, сім'я переїхала в Ташкент. Там 1952 року Піама закінчила середню школу.
1957 року закінчила філософський факультет Московського університету. Потім два роки працювала молодшим редактором у видавництві іноземної літератури.
1962 року після трирічного навчання закінчила аспірантуру при Московському університеті.
Працювала на кафедрі історії зарубіжної філософії філософського факультету Московського університету.
Сестра Віолетта Павлівна Гайденко — кандидат філософських наук.
Донька Тетяна Юріївна Бородай — кандидат філософських наук, працює на філософському факультеті Московського університету (доцент кафедри історії та теорії світової культури).